# City of Echoes
City of Echoes è il terzo album in studio del gruppo musicale statunitense Pelican, pubblicato il 5 giugno 2007 dalla Hydra Head Records.

## Tracce
1. Bliss in Concrete – 5:30
2. City of Echoes – 7:05
3. Spaceship Broken–Parts Needed – 6:04
4. Winds with Hands – 3:57
5. Dead Between the Walls – 5:06
6. Lost in the Headlights – 4:09
7. Far from Fields – 5:17
8. A Delicate Sense of Balance – 5:24

Live in Los Angeles 9/26/2006 – DVD bonus nell'edizione giapponese
1. Bliss in Concrete
2. March to the Sea
3. City of Echoes
4. Aurora Borealis
5. Spaceship Broken–Parts Needed
6. Last Day of Winter

## Formazione
Gruppo
- Larry Herweg – batteria
- Bryan Herweg – basso
- Laurent Schroeder-Lebec – chitarra
- Trevor de Brauw – chitarra

Produzione
- Andrew Schneider – registrazione, missaggio
- Greg Norman – assistenza tecnica
- John Golden – mastering

## Classifiche
| Classifica (2007)         | Posizione massima |
| ------------------------- | ----------------- |
| Stati Uniti (heatseekers) | 9                 |
| Stati Uniti (independent) | 40                |